# Miriam Pielhau

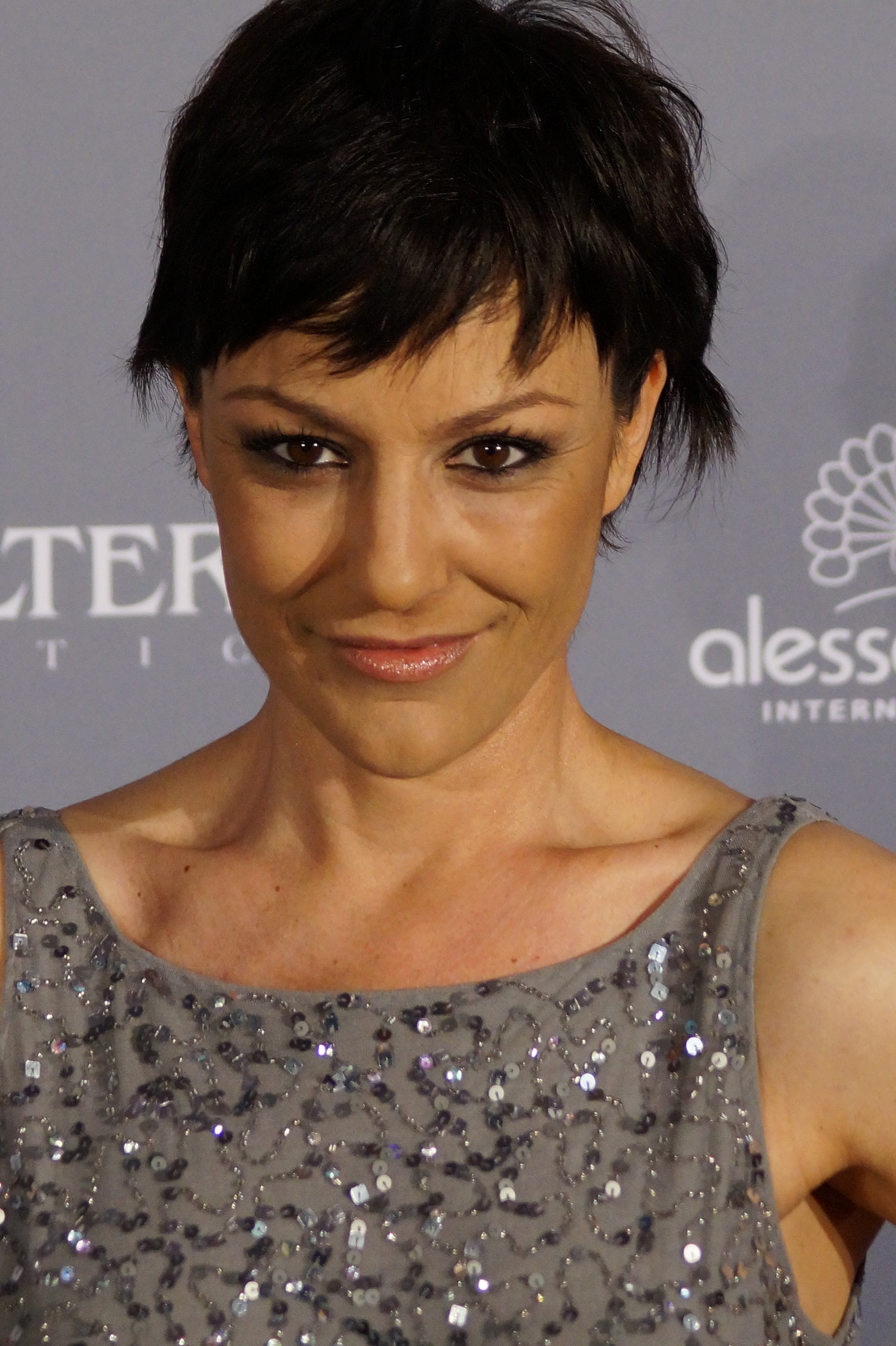
Miriam Pielhau beim Gloria – Deutscher Kosmetikpreis 2015

Miriam Pielhau (* 12. Mai 1975 in Heidelberg; † 12. Juli 2016 in Berlin) war eine deutsche Fernseh- und Hörfunkmoderatorin, Autorin und Schauspielerin.

## Leben
Pielhau lebte mit ihren Eltern, einem Iraner und einer Deutschen, 13 Jahre lang in Heidelberg und zog im Jahr 1988 nach Bad Berleburg um. Sie machte 1994 auf dem dortigen Johannes-Althusius-Gymnasium das Abitur und studierte für vier Semester Germanistik und Anglistik an der Universität Siegen. Dieses Studium brach sie jedoch ab und arbeitete als freie Mitarbeiterin bei unterschiedlichen Tageszeitungen. In den Jahren von 1984 bis 1998 nahm sie Tanzunterricht, von 1998 bis 2002 Gesangsunterricht und seit 1998 Schauspielunterricht.
Am 27. März 2003 heiratete sie Thomas Hanreich, damals Sänger der Gruppe Vivid. Da sie sich zur Zeit der Tsunamikatastrophe 2004 im thailändischen Khao Lak aufhielt und diese während eines Tauchausflugs überlebte, engagierte sie sich für das dortige Projekt Hanseatic School for Life, das Waisenkindern eine Zukunftsperspektive bietet. Im Mai 2012 bekam sie eine Tochter, welche seit Miriam Pielhaus Krebstod 2016 beim Vater lebt. Die Trennung von ihrem Ehemann wurde im Juni 2013 bekannt.
Im Frühjahr 2008 wurde bei Pielhau Brustkrebs festgestellt. Ihre Erfahrungen mit der Krankheit beschrieb sie in ihrem Buch Fremdkörper (2011). Im März 2016 wurde bekannt, dass bei ihr bereits im Januar 2014 erneut Brustkrebs und Metastasen sowie im Januar 2015 Lebermetastasen festgestellt worden waren. Im Februar 2016 schien es, als habe sie die Krankheit abermals besiegt. Ihren zweiten Kampf gegen den Krebs schilderte sie in ihrem Buch Dr. Hoffnung.
Pielhau starb am 12. Juli 2016 im Alter von 41 Jahren an den Folgen ihrer Krebserkrankung in Berlin. Sie unterstützte mehrere Jahre die Stiftung Deutsche Krebshilfe im Kampf gegen Krebs. Die Organisation würdigte ihre Leistungen in der Aufklärung von Krebspatienten; so teilte Gerd Nettekoven, Vorstandsvorsitzender der Deutschen Krebshilfe, am 14. Juli mit: „Miriam Pielhau hat vielen Betroffenen im Kampf gegen den Krebs Mut gemacht und ihnen Hoffnung gegeben. Das haben wir sehr bewundert.“

## Rundfunk- und Fernsehkarriere
Pielhau arbeitete als Redakteurin, Moderatorin und Reporterin bei Radio Siegen, 1 Live, Einslive TV (WDR) und ab 2001 als Chefredakteurin der Sendung NBC GIGA von NBC Europe. Für ihre dortige Arbeit wurde sie im selben Jahr mit dem Grimme Online Award ausgezeichnet. Sie moderierte diverse Fernsehshows beim WDR, wie Popkomm – Die Show (Einslive Popkomm) und den 1. nationalen Radio-Award – Die Gala (zur Verleihung der Einslive KRONE) sowie bei ProSieben die Sendung Mission Germany als auch die Oscarverleihungen in den Jahren 2003 und 2004. Zudem moderierte sie gemeinsam mit Dominik Bachmair von Februar 2002 bis Februar 2005 das Magazin taff. Als Moderatorin präsentierte sie Clips in der Heimvideo-Sendung Mitgelacht auf Kabel eins.
Anschließend wechselte sie zu Sat.1 und moderierte dort ab dem 5. Juni 2005 das Format Weck Up. Aufgrund von Unvereinbarkeiten mit ihrer seit September 2005 dauernden Moderationstätigkeit für Cinema TV auf Tele 5 beendete sie bereits Ende Mai 2006 diese Moderation. Zum Jahresende 2007 beendete sie ihre Tätigkeit für Tele 5.
Gemeinsam mit Arne Jessen präsentierte sie die dreiminütige Werbesendung Tchibo-Show, in welcher Themen rund um Kaffee thematisiert wurden. Mit dem Start der NFL Europe moderierte Pielhau ab April 2007 das wöchentliche Magazin American Football Showtime auf DSF. Gemeinsam mit Michael Körner moderierte Pielhau ab Juli 2007 DSF Poker Champion. Neben ihrer Moderatorentätigkeit war sie in den Jahren von 2006 bis 2007 auch gelegentlich Gast bei diversen Spiel- und Quizshows. So nahm sie an vier Folgen von Extreme Activity des Fernsehsenders ProSieben und zwei Folgen von Entern oder Kentern des Senders RTL teil. Beim Promi Quiz-Taxi erspielte sie mit Hans Werner Olm einen Geldbetrag für die Deutsche Stiftung Denkmalschutz.
2008 und 2009 moderierte sie die achte und neunte Staffel Big Brother. Im Januar 2010 moderierte sie mit Gunther Emmerlich den Dresdner Opernball, im September 2011 war sie bei Dalli Dalli zu sehen und moderierte im Ersten die Spendengala Bambi hilft Kindern.
Von Januar 2014 bis März 2016 moderierte sie auf Radio 94,3 RS2 jeden Sonntag von 10 bis 13 Uhr die Miriam-Pielhau-Show.
Fernseh-Engagements (Auswahl)
- 1998–2001: GIGA
- 1999: Eins Live TV
- 2002–2005: taff
- 2002: Mission Germany (Moderatorin)
- 2005–2006: Weck Up
- 2005: Top 10 TV – Die größten TV-Stars
- 2005–2007: Cinema TV (2007 unter dem Titel Wir lieben Kino – Das Magazin)
- 2006: Die Tchibo-Show
- 2007: American Football Showtime
- 2008–2009: Big Brother
- 2009: Baustelle Liebe
- 2010: Dresdner Opernball (Moderatorin)
- 2010: … ins Grüne! Das Stadt-Land-Lust-Magazin
- 2011: Bambi hilft Kindern (Moderatorin)
- 2011: Verbotene Liebe (Gastauftritt)
- 2011: Großstadtliebe
- 2013: Hubert und Staller – Die ins Gras beißen

## Theater
Vom 1. Februar bis Ende April 2013 spielte sie in der Comödie Dresden die Parallelrollen „Gunn, Reidun“ und eine Kellnerin in Elling – Zwei gegen den Rest der Welt zusammen mit Oliver Petszokat, Tobias Schenke und Christian Kühn. 2015 gab Pielhau in Burnout – Das Musical ihr Musical-Debüt und spielte in Berlin, Emmendingen, Mannheim und Wien.

## Werke
- Fremdkörper. Goldmann, München 2011, ISBN 978-3-442-17239-9.
- Radiergummitage. Roman, DuMont Buchverlag, 2014, ISBN 978-3-8321-6262-7.
- Dr. Hoffnung. Die Geschichte eines echten Wunders. Alegria, Berlin 2016, ISBN 978-3-7934-2297-6, Ullstein, Berlin 2016, ISBN 978-3-7934-2297-6 (E-Book).